# Putney Park House

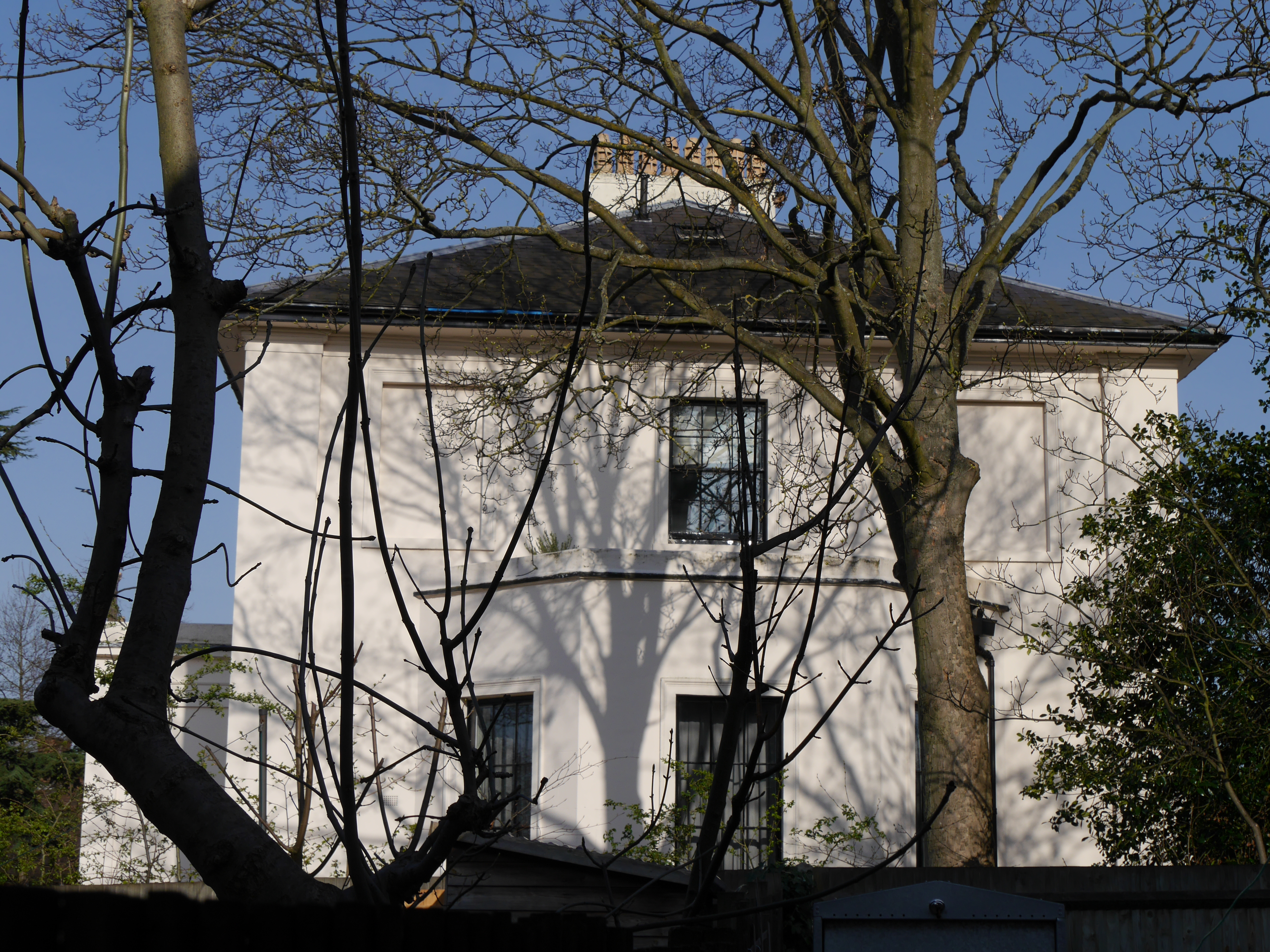
Putney Park House

Putney Park House é uma casa listada de Grau II no 69 Pleasance Road, Roehampton, em Londres.
Foi construído em 1837-38 pelo arquitecto Decimus Burton para Robert Hutton.